# Haus von Sandwick
Das nordische Haus von Sandwick auf der Shetlandinsel Unst in Schottland ist als Fundament von etwa 16,0 m Länge mit einer Innenbreite von etwa 3,5 m erhalten. Es gibt Spuren von Nebengebäuden und Umfassungsmauern. 
Das angeblich nordische Haus befindet sich am Strand auf dem Kamm eines steinigen Hügels. Es wird durch Trockenmauerwerk mit einer Breite von etwa 1,6 m und einer maximalen Höhe von 0,6 m definiert. Die Ostmauer ist vollständig von Trümmern bedeckt. Es gibt Spuren von Nebengebäuden. Etwa 60,0 m von der Südostküste entfernt befinden sich die Reste eines vermutlich zugehörigen Gebäudes, das etwa 6,5 × 3,5 m groß ist. 

## Funde
Ein 1960 von W. R. Jamieson gefundener Knochenkamm (ARC 65493) und eine eiserne Axt (ARC 6616) der Wikinger aus dem Jahr 1000 n. Chr. befinden sich im Universitätsmuseum von Bergen. 
Der von R. Saunders 1965 in Sandwick gefundene Wikinger-Kamm (ARC 6617), ist im Shetland Museum in Lerwick. Laut Tom Henderson, Kurator des Shetland Museums von 1964 bis 1978, der die Informationen von R. Saunders (einem Urlauber) erhielt, stammten der andere Kamm und die Axt von südwestlich des Hauses. 
Die lokale Überlieferung behauptet, dass es in dieser Gegend eine Kirche gab: Dies ist wahrscheinlich auf die Entdeckung mehrerer Bestattungen in dem Gebiet zurückzuführen.